# 五羊牌雪糕

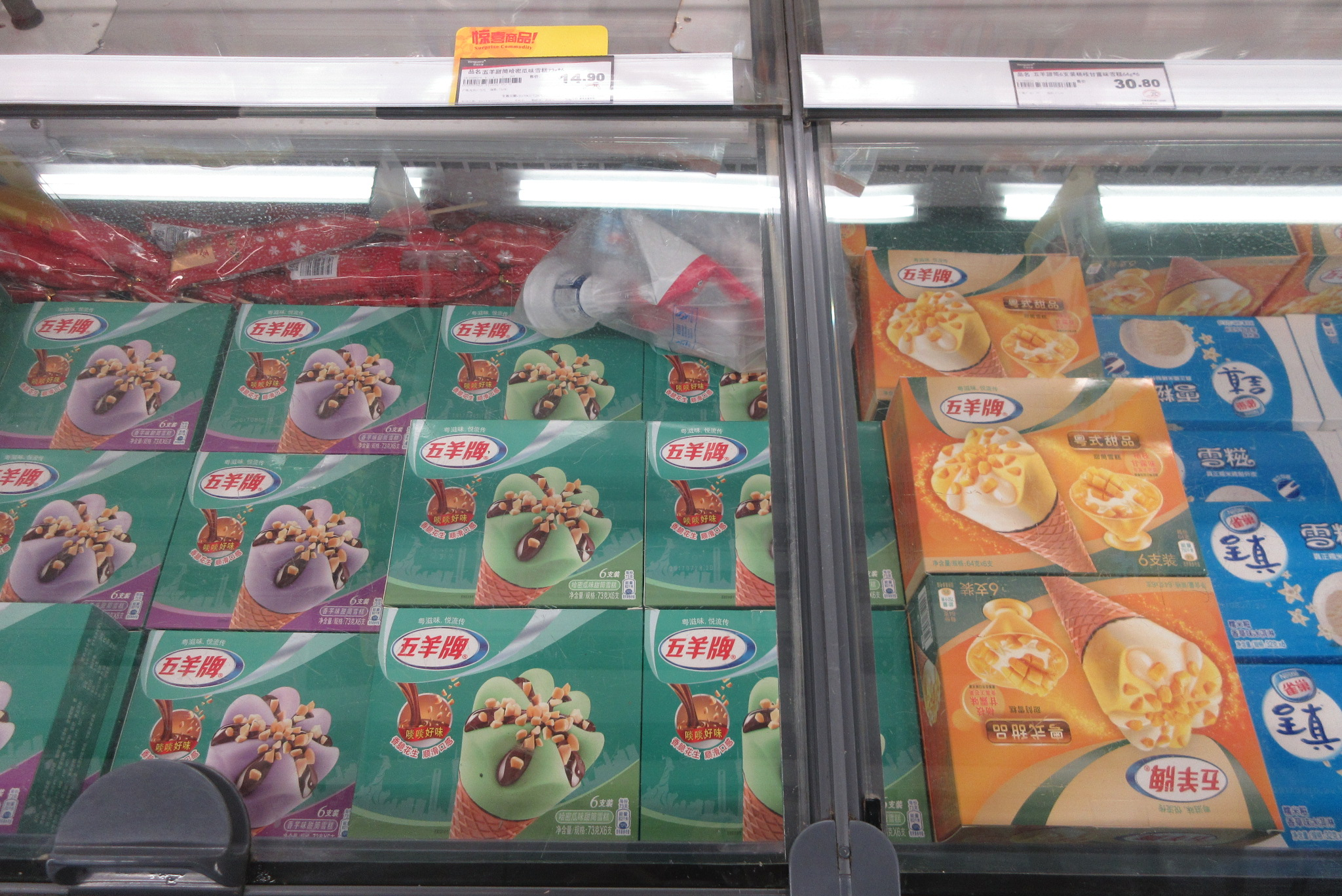
深圳一家华润万家超市销售的五羊雪糕

五羊牌雪糕（简称五羊雪糕）是中国广东省广州市的本土知名雪糕品牌，由风行牛奶负责运营，在广东省具有相当高的认知度。五羊雪糕厂址原在越秀区东山东华南路163号，目前已迁至广州经济技术开发区永和开发区永顺达道新丰路9号。2002年至2005年，五羊雪糕获得广州市著名商标称号。
五羊雪糕在东华南路厂房生产雪糕时，邻近地方都能闻到芳香的雪糕味，很多广州市民对此印象深刻。香港牛奶公司管理时期，五羊雪糕曾使用的广告口号是“五羊雪糕咁过瘾，香滑好味真开心”。

## 历史

### 早期
1958年前後，广州市人民食品厂的前身「广州制冰厂」开始利用技术、设备上的优势生产雪糕，这是广州历史上大机器工业化生产雪糕的开始。最初几年，制冰厂生产的雪糕只有厂家名称而无品牌。
五羊雪糕，因为年代的久远，其问世时间至少存在两种说法：根据《广州市誌》的记载进行推测，五羊雪糕的创立应该不会早于1969年；但原广州市人民食品厂的老员工则坚定地认为，五羊雪糕在文化大革命前就有了，20世纪60年代初应该是五羊雪糕的问世时间。在当时，私人冰室雪糕因为成本较高，当时价位从人民幣几角钱一直卖到一块五；而五羊雪糕的甜筒零售单价则是三角四分，价钱有较大竞争力。当年，工厂的科技人员和工人师傅选择蛋卷来承载雪糕，都是全人工亲手制成。 
60年代前期，五羊雪糕的市场需求与日俱增。食品厂职工在资金匮乏的情况下，自己动手解决冷源紧缺的问题，曾先后自行研制、生产了4台生产能力达到20万大卡的冷冻机。
文化大革命时期，五羊雪糕因为“五羊”品牌被政府认为具有“封建意识”而被勒令改名，文革结束後才恢复。

### 近期

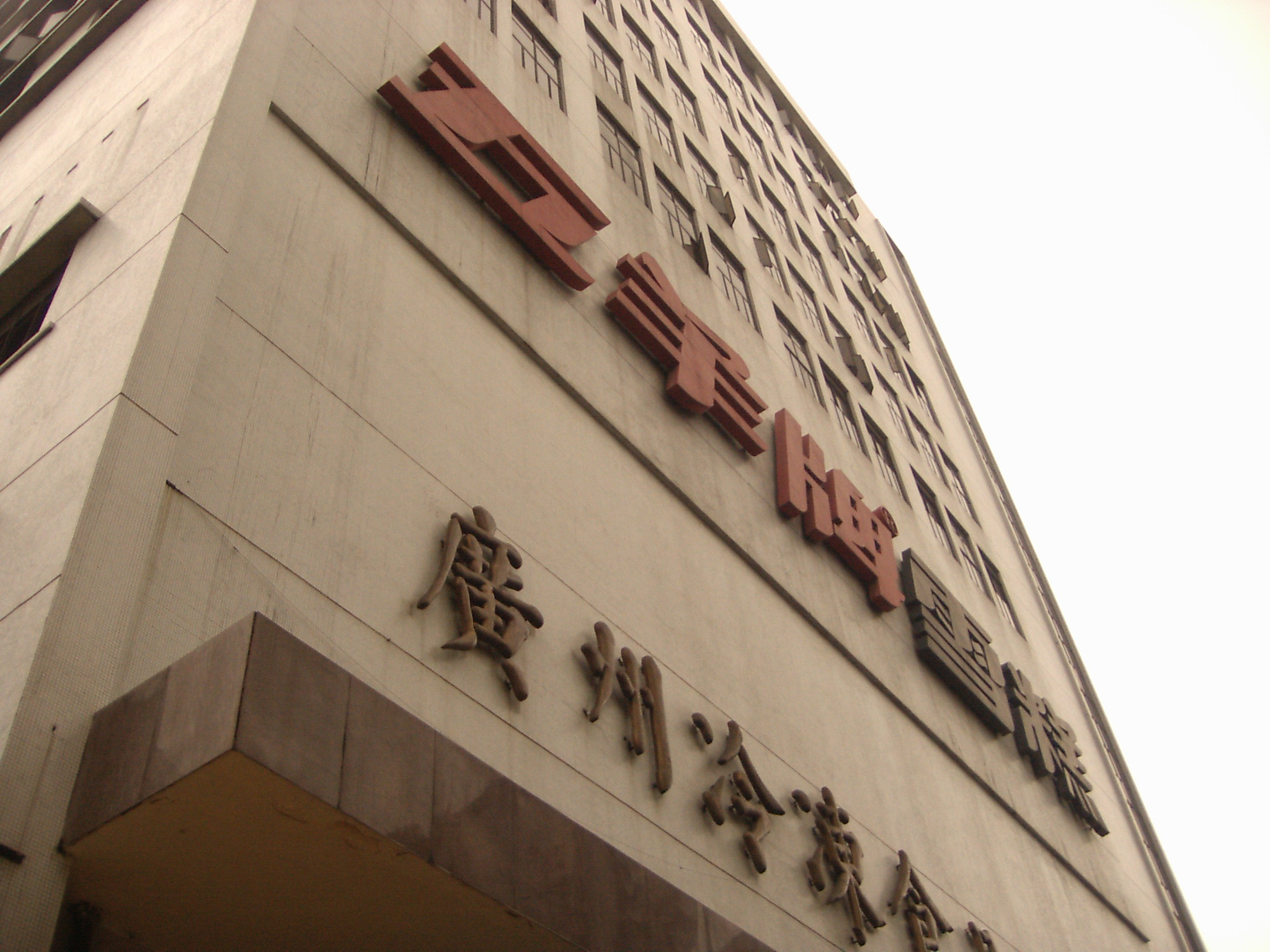
位于东华南路的旧厂房

1986年2月，广州人民食品厂与广东国际食品有限公司、香港牛奶（广州冰琪淋）有限公司（现牛奶國際）三方签订了合资合同，筹备成立广州冷冻食品有限公司，坐落在东华南路。当时「五羊牌雪糕」及「Five Rams Ice Cream」的字体和颜色，甚至底下的蓝色间条都与香港牛奶公司非常相似，包装的样式也很接近。
1988年，五羊雪糕获得首届中国食品博览会冷饮类惟一金奖。五羊雪糕产品曾获得轻工业部（已撤销）、广东省、广州市优质产品称号共30多项。
1995年6月，瑞士雀巢牛奶控股有限公司和广州人民食品厂合资成立“广州雀巢牛奶有限公司”，投资总额及注册资金均为3229万美元，经营期限50年。
1997年9月，香港牛奶公司以4000万美元出售49％的股权给雀巢公司，从而退出雪糕和冷冻产品制造业。由于“牛奶公司”的品牌深入民心，故香港雀巢牛奶继续使用“牛奶公司”品牌，并加上“雀巢”以资识别。
因原合资方香港牛奶公司已将雪糕制造业务售予雀巢公司，1999年5月17日，广州人民食品厂通过股权转让，与雀巢有限公司合作经营广州冷冻食品有限公司，成为雀巢有限公司在中国投资的营运工厂之一，股份占97%，行政上隶属雀巢（中国）有限公司，由雀巢中国独家管理，收购後“五羊牌雪糕”品牌获保留，与雀巢雪糕系列一起生产。Ronald Houston（郝思进）担任广州冷冻食品有限公司厂区经理，2005年12月起任广州冷冻食品有限公司总经理、广州雀巢牛奶有限公司总经理。
雀巢合资五羊后，每年都有新产品推出，而五羊的商标也和雀巢雪糕的商标趋向一致：红色的「五羊牌」三个字外面有一个蓝橢圆圈住，而雀巢也是红色字，外面是浅蓝色梯形；部分产品的名称和设计也与香港雀巢非常接近，淇趣系列的包装更保持香港牛奶公司时的漫画设计式样。相比起雀巢系列雪糕，五羊系列的价钱较为大众化，价格一直维持在低水平。公司也引进先进生产线，如生产雀巢核心战略产品花心筒的Big Drum生产线，建立新的产品开发实验室，促进新产品开发。
2006年的市场数据显示，2005年五羊牌雪糕较往年增长23%，雀巢牌雪糕增长30%。雀巢、五羊牌雪糕产品保持了市场的领先地位。
2008年，五羊雪糕厂搬至永和开发区，旧厂房一直空置至2010年。雪糕厂旧址所在的东华南路，80年代前属于市中心外（附近是原广九火车站），因城市发展，附近已被民宅和商铺包围。因雪糕厂生产的化工设备对附近民居有安全隐患，故公司决定在08年搬迁，只在旧厂房对面保留办事处。 
2010年8月，五羊雪糕旧厂房副楼被拆卸，主楼已售予新业主广州轻工工贸集团，被重新装修为酒店。2011年9月落成使用。 
2011年7月，五羊雪糕全线产品升价，20多年来售卖人民币1元的红豆批也加到了1.5元。
另外，雀巢長時間未曾为五羊雪糕设立官方网站，直至2012年才在雀巢中国网站增加产品介绍。
2021年6月17日起，雀巢将五羊雪糕的运营权转让给风行牛奶。而雀巢也于2021年3月初推出子品牌“粤新意”，保留了广冻厂此前推出的不同口味的雪糕。

## 产品
- 甜筒类：普通甜筒（香芋、朱古力、香草、哈密瓜、栗子、荔枝、菠蘿、芒果、双皮奶）、五羊金筒（香芋、蓝莓、草莓）。
- 杯类：莲花杯（香芋、香草、红豆双皮奶）、哈密旋风杯。
- 雪批（条）类：淇趣系列（红豆批、绿豆批）、红绿灯冰、飞鱼脆皮、凤仙、橙宝、花生仔、雪布丁、菠萝味冰棍、番冰100、红豆莲子雪糕、蛋奶批（以炼奶制作，已停产）。
- 家庭装雪糕（500g，四方型）。

五羊雪糕产品在广东全省、香港、澳门和广西、湖南部分地区贩售。